# Gorsingeholmskullarna
Gorsingeholmskullarna este o arie protejată (arie specială de conservare — SAC, sit de importanță comunitară — SCI) din Suedia întinsă pe o suprafață de 7,2 ha, integral pe uscat.

## Localizare
Centrul sitului Gorsingeholmskullarna este situat la coordonatele 59°20′52″N 17°03′17″E / 59.3479°N 17.0547°E.

## Înființare
Situl Gorsingeholmskullarna a fost declarat sit de importanță comunitară în iunie 2001 pentru a proteja un număr necunoscut de specii din flora spontană și fauna sălbatică aflate în arealul zonei. Situl a fost protejat și ca arie specială de conservare în martie 2011.

## Biodiversitate
Situată în ecoregiunea boreală, aria protejată conține 1 habitat natural: Păduri caducifoliate bătrâne naturale hemiboreale fino-scandinave (Quercus, Tilia, Acer, Fraxinus sau Ulmus) bogate în specii epifite.
La baza desemnării sitului se află un număr nedeclarat de specii protejate.